# 堅特·尼路臣
堅特·尼路臣（丹麥語：Kent Nielsen，1961年12月28日—）是一名前丹麥防守球員，現任職阿爾堡領隊。

## 國家隊生涯
堅特·尼路臣於1983年開展了其國家隊生涯，他在丹麥主場對波蘭的比賽首度為國家隊披甲。
他是丹麥1992年歐洲國家盃冠軍隊成員，參與了當中的四場賽事，包括對德國的決賽，其中一記門前的倒掛解圍令人難忘。大賽過後，堅特·尼路臣宣告退出國家隊。

## 國家隊入球
所有比分以丹麥入球先行。
| # | 日期           | 場地             | 對手     | 入球 | 賽果 | 賽事                 |
| - | -------------- | ---------------- | -------- | ---- | ---- | -------------------- |
| 1 | 1987年9月3日   | 巴克烏，羅馬尼亞 | 羅馬尼亞 | 1-0  | 2-1  | 1988年奧運足球外圍賽 |
| 2 | 1989年5月17日  | 哥本哈根，丹麥   | 希腊     | 3-1  | 7-1  | 1990年世界盃外圍賽   |
| 3 | 1989年10月11日 | 哥本哈根，丹麥   | 羅馬尼亞 | 1-0  | 3-0  | 1990年世界盃外圍賽   |

## 榮譽
球員時代
邦比
- 丹麥超級聯賽冠軍 (2): 1987, 1988
- 丹麥盃冠軍: 1989

奥胡斯
- 丹麥盃冠軍: 1992

丹麥國家隊
- 歐洲國家盃冠軍： 1992